# Сан-Теодоро
Церковь Сан-Теодоро-аль-Палатино (итал. La chiesa di San Teodoro al Palatino) — церковь греческой православной общины в Риме. Расположена у подножия Палатинского холма вдоль древней дороги, которая проходит под северо-западными склонами Палатина от Форума до Большого цирка и Бычьего форума. Церковь посвящена греческому святому Феодору Амасейскому (Феодору Тирону).

## История
Храм был построен в VI веке на руинах Хорреа Агриппиана (продовольственных складов Агриппы на Римском форуме), вероятно, на месте существовавшего ранее круглого храма. По преданию, храм был посвящен Ромулу. Во дворе церкви сохранился древний алтарь, он когда-то находился внутри храма. Папа Климент XI во время последней реставрации церкви в 1703 году поместил его у дверей. Кроме того, в этой церкви вплоть до 1471 года хранилась бронзовая Капитолийская волчица, затем она была перенесена на Латеран]], а позднее — на Капитолий.
Перестроенная при папе Николае V, церковь утратила статус титулярной. В 1643 году она была отреставрирована на средства кардинала Франческо Барберини. Папа Климент XI приказал архитектору Карло Фонтана осуществить дальнейшие перестройки (1703—1705). В 1729 году папа Бенедикт XIII передал церковь Архибратству Святейшего Сердца Иисуса, которое из-за принятых братьями белых облачений было также известно как «Архибратство Белых Мешков» (Arciconfraternita dei Sacconi Bianchi). Церковь Святого Феодора была восстановлена 2 декабря 1959 года папой Иоанном XXIII, а папа Иоанн Павел II 1 июля 2004 года предоставил церковь в пользование Константинопольскому патриархату и Греческой православной общине Рима.

## Архитектура
Оформление внешнего дворика создал архитектор Карло Фонтана (1705). В дальней части атриума, снаружи церкви, находится крипта со сложенными черепами и костями, видимыми через решётку. Как греческая православная церковь, храм имеет иконостас, который отделяет святилище от основной части церкви.
Мозаика в апсиде относится к VI веку и изображает Христа, сидящего на шаре, символизирующем небеса, по сторонам от которого представлены апостолы Пётр и Павел, а также мученики Феодор и Клеоник. Христос одет в чёрное одеяние с золотыми латиклавами, символами высокого статуса в римском обществе. Традиционно церковь управлялась одним из семи перводьяконов. Посвящение греческому святому подтверждает строительство церкви в эпоху византийского влияния.

## Титулярная диакония
Церковь Святого Феодора Тирона являлась титулярной диаконией, кардиналом-дьяконом с титулярной диаконией Святого Феодора Тирона был итальянский кардинал Виченцо Фаджоло с 26 ноября 1994 года по 11 января 2000 года (до своей кончины). В 2004 году папа римский Иоанн Павел II упразднил эту титулярную диаконию.